# Children of the World
Children of the World (рус. Дети мира) — четырнадцатый студийный альбом британской группы Bee Gees, вышедший в сентябре 1976 года. Так как к этому времени контракт менеджера группы Роберта Стигвуда с компанией Atlantic Records подошёл к концу, музыкальный продюсер Ариф Мардин, принимавший участие в двух предыдущих записях, на этот раз не стал сотрудничать с коллективом. Несмотря на это, Bee Gees записывались в том же самом павильоне Criteria Studios, расположенном в Майами, при поддержке того же инженера, Карла Ричардсона, и его друга, сессионного музыканта Элби Гэлатена. Некоторые из композиций были сведены в канадской Le Studio.
Песня «You Should Be Dancing», выпущенная отдельным синглом, заняла первые места в чартах США и Канады, а также попала в десятку хит-парадов многих других стран. Два других сингла, «Love So Right» и «Boogie Child», поднялись в американском чарте до 3-го и 12-го мест соответственно. Мировые продажи альбома составили 2,5 млн экземпляров.

## Список композиций
Сторона «А»
1. «You Should Be Dancing» (1976) — 4:17
2. «You Stepped Into My Life» — 3:28
3. «Love So Right»- 3:39
4. «Lovers» — 3:38
5. «Can’t Keep a Good Man Down» — 4:46

Сторона «Б»
1. «Boogie Child» — 4:14
2. «Love Me» — 4:03
3. «Subway» — 4:26
4. «The Way It Was» — 3:21
5. «Children of the World» — 3:07

## Позиции в хит-парадах
Годовые чарты:
| Хит-парад (1976)      | Позиция |
| --------------------- | ------- |
| Канада (RPM Year-End) | 30      |